# Alle Tage ist kein Sonntag (singolo)
Alle Tage ist kein Sonntag è un singolo del cantante tedesco Till Lindemann e del violinista tedesco David Garrett, pubblicato l'11 dicembre 2020.

## Descrizione
Si tratta di una reinterpretazione dell'omonimo brano composto nel 1922 da Carl Ferdinans e Carl Clewing e portata al successo tra gli anni venti e trenta da vari artisti tedeschi, tra cui Fritz Wunderlich e Marlene Dietrich.

## Video musicale
Il video, pubblicato in concomitanza con il lancio del singolo, è stato diretto da Zoran Bihać e girato a Belgrado prevalentemente in bianco e nero.

## Tracce
Testi di Carl Ferdinans, musiche di Theodor Rudolph Carl Clewing.
CD, 7", download digitale
1. Alle Tage ist kein Sonntag (Classical Version) – 2:35
2. Alle Tage ist kein Sonntag (Bazzazian Remix) – 5:22

Download digitale – remix
1. Alle Tage ist kein Sonntag/Weinen sollst du (Bazzazian Edit) – 5:26

## Formazione
Musicisti
- Till Lindemann – voce
- David Garrett – violino
- Franck van der Heijden – pianoforte, programmazione
- Olsen Involtini – programmazione aggiuntiva

Produzione
- David Garrett – produzione
- Franck van der Heijden – produzione, ingegneria del suono, registrazione violino
- Olsen Involtini – registrazione voce
- Ronald Prent – missaggio
- Darcy Proper – mastering

## Classifiche
| Classifica (2020) | Posizione massima |
| ----------------- | ----------------- |
| Germania          | 10                |